# Deaver
Deaver és una població dels Estats Units a l'estat de Wyoming. Segons el cens del 2000 tenia 177 habitants.

## Demografia
Segons el cens del 2000, Deaver tenia 177 habitants, 65 habitatges, i 44 famílies. La densitat de població era de 67 habitants/km².
Dels 65 habitatges en un 46,2% hi vivien nens de menys de 18 anys, en un 60% hi vivien parelles casades, en un 4,6% dones solteres, i en un 32,3% no eren unitats familiars. En el 26,2% dels habitatges hi vivien persones soles el 9,2% de les quals corresponia a persones de 65 anys o més que vivien soles. El nombre mitjà de persones vivint en cada habitatge era de 2,72 i el nombre mitjà de persones que vivien en cada família era de 3,34.
Per edats la població es repartia de la següent manera: un 35% tenia menys de 18 anys, un 6,8% entre 18 i 24, un 32,2% entre 25 i 44, un 17,5% de 45 a 60 i un 8,5% 65 anys o més.
L'edat mediana era de 30 anys. Per cada 100 dones de 18 o més anys hi havia 101,8 homes.
La renda mediana per habitatge era de 31.071 $ i la renda mediana per família de 34.063 $. Els homes tenien una renda mediana de 31.563 $ mentre que les dones 15.938 $. La renda per capita de la població era de 14.134 $. Entorn del 14% de les famílies i el 10,4% de la població estaven per davall del llindar de pobresa.

## Poblacions més properes
El següent diagrama mostra les poblacions més properes.